# Antennaria plantaginifolia
Antennaria plantaginifolia là một loài thực vật có hoa trong họ Cúc. Loài này được (L.) Richardson mô tả khoa học đầu tiên năm 1823.